# Emiel De Meyer

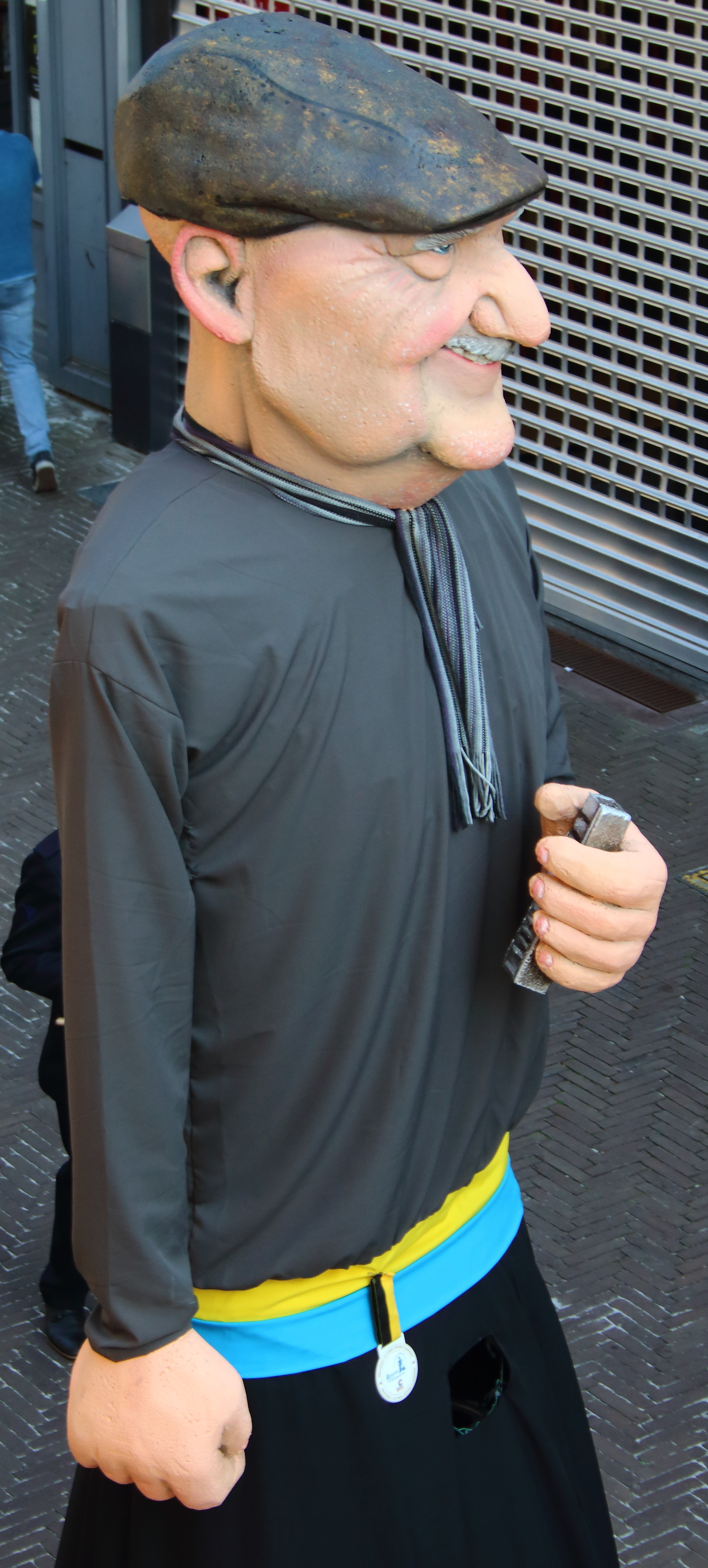
reus 'Miele'

Emiel De Meyer (Zottegem, 27 mei 1931- 31 oktober 2018), beter bekend als Miele, was een volkszanger uit Zottegem. Miele zong liedjes in het Zottegemse dialect.
De zanger begon op 7-jarige leeftijd mondharmonica te spelen en zat vanaf zijn negende bij een koor. Hij speelde als tiener in de schoolharmonie van de vakschool in Sint-Denijs-Westrem. In het begin van de jaren vijftig sloot hij zich als drummer aan bij de muziekgroep The Flamingo's, die bestond uit onder meer Leonard Blaute (de vader van Jean Blaute) en Herman 'Toots' De Vos. Tussendoor speelde hij met de bekende organist Rudy Sinia en zo werd Miele in 1961 geselecteerd voor het BRT-programma 'Ontdek de Ster'.
Zijn eerste langspeelplaat met liedjes in het Zottegemse dialect werd uitgegeven door de platenfirma Vogue in 1974. Op die plaat staat ook 'Zottegem Blues', dat zowat de officieuze stadshymne van Zottegem werd. De eerste zinnen uit 'Zottegem Blues' werden daarom in 2016 aangebracht in de reizigerstunnel onder het Station Zottegem; de tekst verdween bij schilderwerken in 2022 maar werd teruggeplaatst in 2023. Miele bracht ook nog een single uit en een cd met Jean Blaute, Jan Hautekiet en Patrick Riguelle.
Op initiatief van toenmalig voorzitter Guy Cordeels werd naar aanleiding van de 75ste verjaardag van Miele op 18 juni 2006 tijdens de Artiestenfoor in Bevegem (Zottegem) een live album opgenomen. In een productie van Marc De Maeyer en een ontwerp van Tom Carnewal werd later dat jaar de CD 'Miele 75 Live' uitgebracht. Daarop stonden naast eerder uitgebracht werk ook enkele nooit eerder uitgebrachte nummers zoals 'Mijne kozzen es minister' en 'Nen demi'.
In 2016 werd de toen 85-jarige volkszanger ook geëerd op More Blues.Sinds 10 maart 2018 is de zanger vereeuwigd als reus. Miele overleed op 31 oktober 2018.

## Afbeeldingen

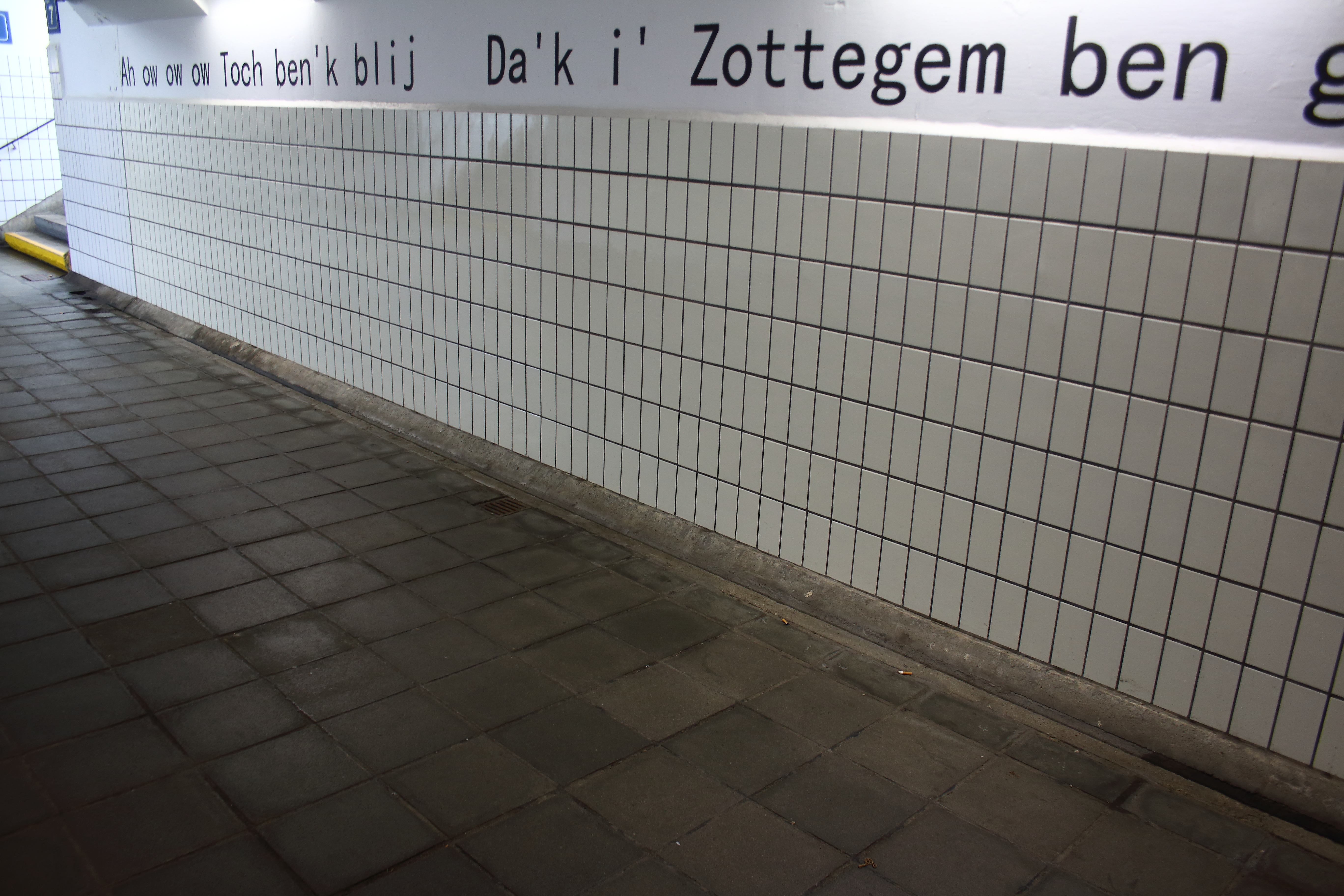
'Zottegem Blues' in de reizigerstunnel onder het station van Zottegem
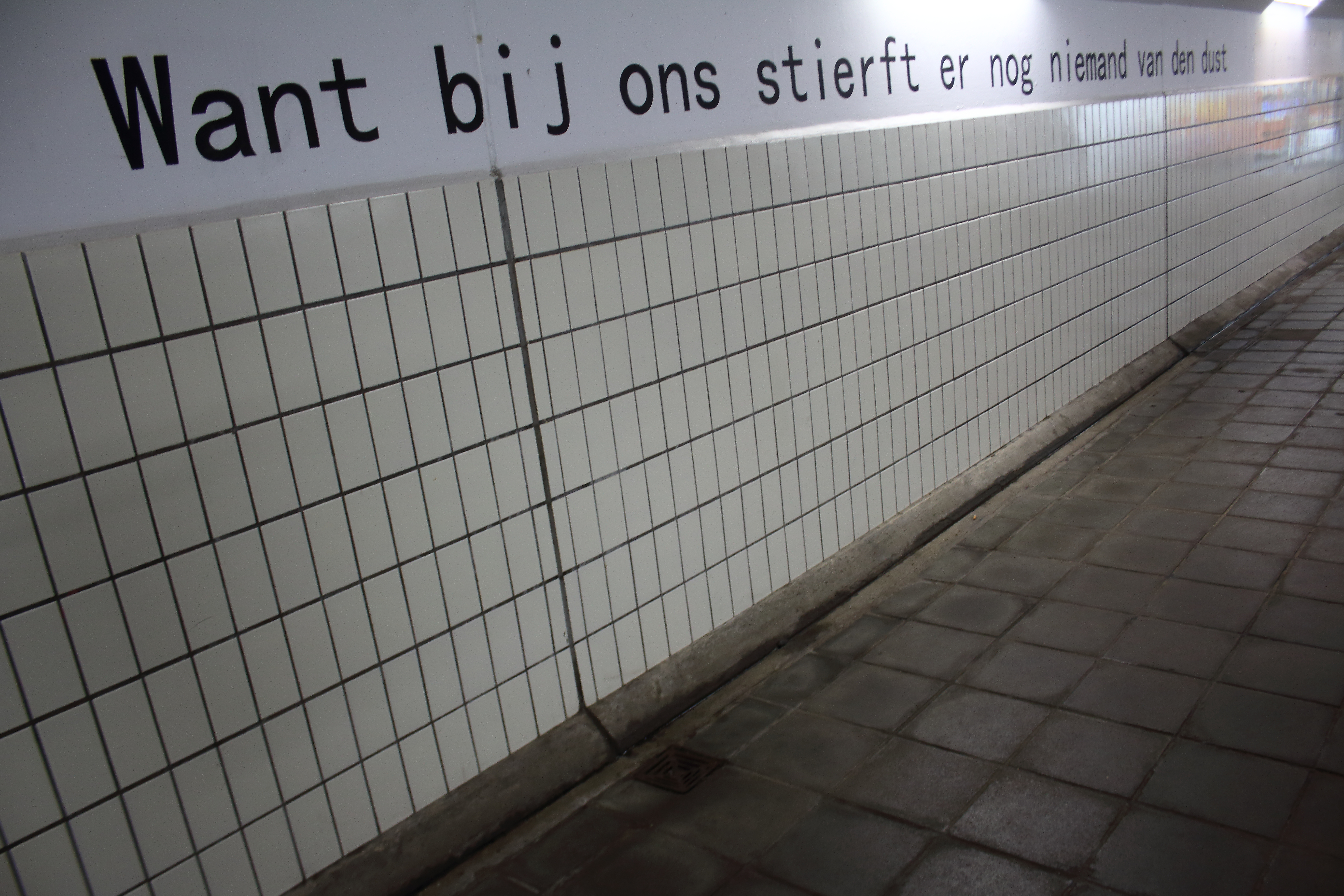
'Zottegem Blues' in de reizigerstunnel onder het station van Zottegem